# Isla Blanca (Filipinas)
Isla Blanca (en inglés : White Island) es un banco de arena blanca deshabitado situada frente a la costa en la isla volcánica de Camiguín en las Filipinas. Por lo general, en forma de herradura, a pesar de que las mareas constantemente remodelan su forma exacta. No hay árboles ni refugio de ningún tipo y se compone exclusivamente de arenas blancas.
Isla Blanca atrae a miles de turistas cada año. Se puede acceder a través de pequeños botes desde cualquiera de los complejos turísticos que se encuentran cerca a la isla.